# Heterochelus pulverosus
Heterochelus pulverosus är en skalbaggsart som beskrevs av Hermann Burmeister 1844. Heterochelus pulverosus ingår i släktet Heterochelus och familjen Melolonthidae. Inga underarter finns listade i Catalogue of Life.